# مصرف الإمارات الإسلامي
مصرف الإمارات الإسلامي مصرف إماراتي تم تأسيسه في عام 2004م على مبادئ الشريعة الإسلامية. وهو واحد من أربعة بنوك إسلامية.

## نبذة عن البنك
تم تأسيس المصرف في عام 2004م، لتقديم أعلى مستوى من الخدمات المصرفية مع أعلى معايير مبادئ الشريعة الإسلامية. يقدم البنك مجموعة واسعة من المنتجات المصممة للأفراد والشركات الصغيرة والشركات الكبيرة، مصرف الإمارات الإسلامي هو الخيار الصحيح للذين يبحثون عن التميز في إدارة مواردهم المالية.

## رسالة البنك إلى العملاء
"في قلب تجربة مصرف الإمارات الإسلامي يأتي التفاني من أجل العميل. زبائننا هم شركاؤنا، ونحن نعمل معاً لتقديم أفضل النتائج لهم وللمصرف. من خلال الاستفادة من أدوات التمويل الإسلامي مثل المرابحة والإجارة والتكافل، نحن نعمل في الحد من عدم التيقن في المعاملات وتقديم الحلول المناسبة لعملائنا سواء كان الشخص يريد الادخار أو شركة كبيرة تبحث عن شريك على المدى الطويل. نركز نحن في الإمارات الإسلامي على فهم الاحتياجات وإيصال الخدمات لعملائنا مع الحفاظ على التزامنا بأعلى معايير التمويل الإسلامي."

## الرئيس التنفيذي
- جمال سعيد جمعة بن غليطة، تم تعيين السيد صلاح امين في منصب الرئيس التنفيذي في سنة 2019م.

## الشركات التابعة
- الإمارات الإسلامية للوساطة المالية.

## وصلات خارجية
- مصرف الإمارات الإسلامي